# Bencilo

Grupo bencilo (en color azul) arriba, de izquierda a derecha, como parte de una molécula (donde R es un heteroátomo, radical organilo, tal como alquilo, arilo, alilo, etc. u otros radicales con valencia libre), como un radical bencilo y en la bencilamina; abajo, de izquierda a derecha, en bromuro de bencilo, cloroformiato de bencilo y bencil metil éter.

En química orgánica, el grupo funcional bencilo es el grupo arilo formado por 6 átomos de carbono y 5 átomos de hidrógeno unidos a un CH2, que a su vez se une a la cadena principal. 
El grupo bencilo está presente en numerosos compuestos, tanto naturales como artificiales, como el alcohol bencílico, la bencilamina, el cloruro de bencilo y el ftalato de bencil butilo (BBP), utilizado como plastificante.
El grupo bencilo se usa en química de péptidos, química de carbohidratos y en muchas síntesis totales de productos naturales como un grupo protector para heteroátomos, ya que puede separarse fácilmente por hidrogenólisis, es decir, en condiciones suaves. El único subproducto es el tolueno, que es volátil.